# 张益民 (政治人物)
张益民（1919年—2000年），男，山东莱阳人，中华人民共和国政治人物，曾任中华人民共和国冶金工业部副部长。